# Codere
Codere è un fornitore di giochi d'azzardo che opera in Spagna, Italia, Argentina, Messico, Panama, Colombia e Uruguay.
Il 19 ottobre 2007 l'azienda è stata quotata alla borsa di Madrid con il ticker CDR.

## Storia
La famiglia Martínez Sampedro, gruppo che gestisce prodotti per sale da gioco, e i fratelli Franco, proprietari di Recreativos Franco, uno dei produttori più conosciuti in Spagna nel settore dell'intrattenimento, fondarono Codere a Madrid nel 1980. Codere iniziò le proprie attività con prodotti per sale da gioco e, successivamente al consolidamento del giro d’affari, iniziò ad espandersi in America Latina decidendo di diversificare le proprie attività spingendosi in aree differenti come le sale scommesse, le sale bingo e i casinò.
Durante gli anni seguenti, Codere ampliò il proprio bacino geografico acquisendo differenti aziende, casinò e ippodromi. Questo permise alla società di consolidarsi e migliorare le proprie basi finanziarie. Nel 2008, Codere fu la prima azienda ad aprire una sala scommesse fisica in Spagna.

A partire dal 2014, Codere iniziò ad avere problemi finanziari che nel 2016 portarono a una profonda ristrutturazione dei fondi appartenenti al gruppo, con alcuni creditori che divennero parte dello stesso aumentando il capitale di 495 milioni di euro.
Nel luglio 2020, il suo consiglio d'amministrazione riuscì a evitare il fallimento aziendale ottenendo 200 milioni di euro da diversi fondi avvoltoio, creditori e obbligazionisti del gruppo. Gli ultimi rating hanno valutato come "junk bond" le obbligazioni di Codere, e la capitalizzazione di mercato è crollata da oltre un miliardo di euro a meno di 200 milioni durante quest'esercizio.
Dalla sua fondazione, l'azienda è passata attraverso grandi cambiamenti nel suo azionariato. Al termine del 2020, i dati evidenziano che oltre il 70% del capitale è in mano a differenti fondi di investimento stranieri, mentre i Martínez Sampedro detengono solamente il 14% dello stesso.

## Attività
Dalla fondazione dell'impresa nel 1980, Codere ha messo il suo nome su migliaia di macchinette, sale da gioco, ippodromi, sale per scommesse sportive e giochi online a livello mondiale.
Ha gestito più di 57.130 macchinette, oltre 29.500 sale bingo e più di 7.700 terminali per le scommesse sportive in America Latina, Spagna e Italia in differenti punti vendita tra i quali 148 sale da gioco, 1.119 sale ricreative, circa 10.000 bar, 602 sale scommesse e 4 ippodromi. Inoltre, la compagnia sviluppa giochi online.
Nel 2020, a causa della pandemia relazionata al COVID-19, l'azienda è stata obbligata a chiudere tutte le sue sale da gioco nei differenti Paesi nei quali operava, richiedendo un ERTE (sistema pubblico spagnolo) per oltre 1.300 dipendenti in Spagna con l'intento di limitare le spese.

### Spagna
Le origini di Codere sono da ricercare in Spagna. Nel 2016, Codere possedeva il 30% del mercato e sviluppava la sua propria piattaforma di gioco. Nello stesso anno, raggiunse un accordo di sponsorizzazione come sala scommesse ufficiale del Real Madrid C. F. per le successive tre stagioni.

### Messico
Codere arrivò in Messico nel 1998 tramite le collaborazioni stipulate con CIE e Grupo Caliente.
L'apertura delle strutture fu possibile grazie a sette permessi concessi alla società dall'autorità federale competente, autorizzando l'installazione di terminali da gioco e l'apertura di sale da gioco, sale scommesse e un ippodromo. Codere arrivò a gestire 19.607 terminali da gioco, 92 attività, 89 sale scommesse e un ippodromo a città del Messico.

### Colombia
L'azienda iniziò le proprie attività in Colombia nel 1984 divenendo il principale operatore di prodotti per sale da gioco nel Paese.

### Argentina
Codere opera nel settore privato del gioco in Argentina, gestendo terminali da gioco e sale da bingo. Codere Argentina è diventata l’azienda con il maggior numero di sale da bingo nella provincia di Buenos Aires, con un totale di 14 sale funzionanti e oltre 6.000 macchinette. Nel 2021 ha stipulato un accordo come sponsor principale del Club Atlético Independiente.

### Italia
Codere opera nel settore del gioco d'azzardo legale, con quasi 6000 stazioni di gioco; basa la propria attività sulla gestione di sale Bingo, terminali da gioco, agenzie per scommesse, casinò e ippodromi e opera in Italia dal 2000 sotto la licenzia assegnata a Codere Scommesse S.R.L
Per portare avanti lo sviluppo online, l'azienda si è affidata al suo partner, Microgame, con cui collabora sia per la piattaforma di gioco, sia per lo sviluppo di scommesse sportive secondo la regolazione italiana.

### Uruguay
In Uruguay, Codere è presente nella capitale del Paese, Montevideo, oltre che nella sua periferia come gestore dell'ippodromo di Maroñas. La compagnia trasformò l'ippodromo in un centro di intrattenimento, combinando le corse di cavalli con i giochi da casinò come le slot machine e i terminali per effettuare le scommesse.

### Panama
L'azienda gestisce differenti attività tra le quali spiccano i terminali da gioco, i casinò, le sale scommesse e un ippodromo. Nel 2016, La compagnia celebrò il 60º anniversario dell'Hipódromo Presidente Remón, l'unico ippodromo presente in tutto il centro America.